# Vigolvino Wanderley Mariz
Vigolvino Wanderley Mariz (* 2. November 1940 in Caicó; † 2. Juli 2020 in Natal) war ein brasilianischer Politiker der Aliança Renovadora Nacional und der PDS.

## Leben
Mariz, eigentlich Vigolvino Vanderlei Mariz, wurde als Sohn von Diva Vanderlei Mariz und des Senators für den Bundesstaat Rio Grande do Norte, Dinarte Mariz (1903–1984), geboren.
Er studierte Rechtswissenschaften an der Universidade Federal Fluminense in Rio de Janeiro mit einem Abschluss als Bachelor in Rechts- und Sozialwissenschaften.
Zwischen 1974 und 1986 war er für die 45. bis 47. Legislaturperioden zum Bundesabgeordneter (deputado federal) seines Heimatstaates gewählt worden. Er wurde Mitglied des Innenausschusses der Abgeordnetenkammer Brasiliens (Câmara dos Deputados) und beschäftigte sich im Parlament mit Fragen der Trockenheit und Städtefinanzierung in den semiariden Gebieten des Nordostens. Von 1987 bis 1988 war er auf landespolitischer Ebene Staatssekretär (Landesminister) für Inneres und Justiz in Rio Grande do Norte. 2008 versuchte er noch einmal, diesmal für den Partido Social Democrata Cristão (PSDC), in die Politik zurückzukehren, war aber bei den Wahlen zum Stadtpräfekten von Caicó nicht erfolgreich.
Er starb im Juli 2020 an den Folgen von COVID-19. Mariz war mit Elisabete Machado Vieira Mariz verheiratet, mit der er drei Söhne hatte, darunter den Stadtrat (vereador) von Rio de Janeiro Wanderley Mariz.